# Équipe de Tunisie de football en 1974
L'équipe de Tunisie de football qui dispute plusieurs matchs amicaux sous la direction d'Ameur Hizem en 1974 ne progresse pas. Celui-ci se retire volontairement car il est « dépassé par les évènements, débordé de toute part ». La Fédération tunisienne de football fait appel, en septembre, au Franco-hongrois André Nagy qui avait fait ses preuves au Sfax railway sport et au Club africain. Mais les résultats mitigés au tournoi de Qouneitra (Syrie) et la difficile qualification aux éliminatoires de la coupe d'Afrique des nations 1974, en plus des mauvaises relations de Nagy avec la presse et de sa discipline de fer, engendrent une forte contestation de ses choix.

## Matchs

### Rencontres internationales
| Date              | Stade                                | Adversaire              | Score                                       | Comp                         | Buteurs tunisiens                 |
| 6 janvier 1974    | Bamako, Mali                         | Mali                    | 0-1                                         | A                            |                                   |
| 26 février 1974   | Stade olympique d'El Menzah, Tunisie | Allemagne de l'Est      | 0-4                                         | A                            |                                   |
| 3 mars 1974       | Stade olympique d'El Menzah, Tunisie | Yougoslavie (olympique) | 0-2                                         | A                            |                                   |
| 12 mai 1974       | Alger, Algérie                       | Algérie                 | 2-1                                         | A                            | A. Melki 71e (pen.), Lahzami 82e  |
| 2 juin 1974       | Stade olympique d'El Menzah, Tunisie | Irak                    | 2-1                                         | A                            | Karoui 48e, Khouini 81e           |
| 27 septembre 1974 | Qouneitra, Syrie                     | Égypte                  | 2-0                                         | T. Qouneitra                 | Boughnia, Retima                  |
| 29 septembre 1974 | Qouneitra, Syrie                     | Liban                   | 1-2                                         | T. Qouneitra                 | Kamoun                            |
| 1er octobre 1974  | Qouneitra, Syrie                     | Maroc                   | 1-3                                         | T. Qouneitra                 | Habita                            |
| 5 octobre 1974    | Qouneitra, Syrie                     | Jordanie                | 5-0                                         | T. Qouneitra                 | Habita (2), Boughnia (2), Khouini |
| 7 octobre 1974    | Qouneitra, Syrie                     | Syrie                   | 1-3                                         | T. Qouneitra (demi-finale)   | Boughnia                          |
| 9 octobre 1974    | Qouneitra, Syrie                     | Soudan                  | 3-1                                         | T. Qouneitra (petite finale) | N. Kerrit (2 buts), Kamoun        |
| 10 novembre 1974  | Stade olympique d'El Menzah, Tunisie | Libye                   | 1-0                                         | QCAN                         | Khouini 13e                       |
| 23 novembre 1974  | Tripoli, Libye                       | Libye                   | 0-1 (Tunisie qualifiée aux tirs au but 3-2) | QCAN                         |                                   |
| 29 décembre 1974  | Koweït, Koweït                       | Koweït                  | 0-2                                         | A                            |                                   |

### Matchs contre les clubs et autres sélections
| Date            | Stade            | Adversaire                               | Score | Comp          | Buteurs tunisiens      |
| 11 juillet 1974 | Téhéran, Iran    | CS Steagul Roșu Brașov ( Roumanie)       | 3-3   | T. de Téhéran | Habita (2 buts), Dhiab |
| 13 juillet 1974 | Téhéran, Iran    | Iran (B)                                 | 0-0   | T. de Téhéran |                        |
| 15 juillet 1974 | Téhéran, Iran    | Zagłębie Wałbrzych ( Pologne)            | 0-2   | T. de Téhéran |                        |
| 3 octobre 1974  | Qouneitra, Syrie | Nasr Athletique d'Hussein Dey ( Algérie) | 1-0   | T. Qouneitra  | Gobantini              |

## Sources
- Mohamed Kilani, « Équipe de Tunisie : les rencontres internationales », Guide-Foot 2010-2011, éd. Imprimerie des Champs-Élysées, Tunis, 2010
- Béchir et Abdessattar Latrech, 40 ans de foot en Tunisie, vol. 1, chapitres VII-IX, éd. Société graphique d'édition et de presse, Tunis, 1995, p. 99-176